# Delicious Vinyl
Delicious Vinyl es un sello discográfico independiente fundado por Matt Dique y Michael Ross en 1987 y con sede en Los Ángeles. A lo largo de su historia, la etiqueta ha tenido acuerdos de distribución con Polygram, Warner Music Group, EMI, Red Ant, Rhino y Universal Music Group.

## Discografía

### Álbumes
- 1999: Waxing Off: The First Decade[2]
- 2000: Delicious Vinyl Presents...Prime Cuts Vol. 1 [3]
- 2007: Jay Deelicious: The Delicious Vinyl Years
- 2008: RMXXOLOGY

### Sencillos notables
Incluidos en Billboard Hot 100.
- Tone Loc: "Wild Thing" (#2)
- Tone Loc: "Funky Cold Medina" (#3)
- Young MC: "Bust a Move" (#7)
- The Pharcyde: "Passin' Me By"
- The Pharcyde: "Drop"
- The Pharcyde: "She Said"
- Masta Ace: "Sittin' on Chrome" (#84)

## Artistas
- Born Jamericans
- Brand New Heavies
- Bucwheed
- Def Jef
- Duce Duce
- Fatlip
- The Pharcyde
- Jesse Jaymes
- Tone Loc
- Masta Ace
- Young MC
- Mr Vegas
- Mellow Man Ace
- The Wascals
- Machel Montano